# Huis Heijen
Het Huis Heijen (of Kasteel Heijen) is een kasteel te Heijen.
Dit kasteel is gelegen vlak bij de Maasuiterwaard, aan Hoofdstraat 38.

## Geschiedenis
Over de voorgeschiedenis van dit kasteel is weinig bekend. Aanvankelijk was Heijen een onderheerlijkheid van Gennep, en pas in 1647 werd het een zelfstandige heerlijkheid. Ook de Heerlijkheid Boxmeer, het Graafschap Kleef en het Graafschap Gelre hadden zeggenschap over Heijen.
Het oudst bekende geslacht van heren van Heijen was Van Spannerbock. In 1437 liet Hendrik van Spannerbock, op een andere plaats dan het huidige kasteel, een edelmanswoning bouwen die uiteindelijk weer verdwenen is en op de plaats waarvan een boerderij werd gebouwd die nog altijd als De Borg bekendstaat.
Het huidige kasteel werd in het begin van de 16e eeuw gebouwd, maar einde 16e eeuw, tijdens de Tachtigjarige Oorlog, grotendeels verwoest. De laatste Van Huis Hé, Arnt,  sneuvelde in 1577 tijdens het beleg van het Kasteel Boxmeer.
Omstreeks 1600 werd het kasteel herbouwd. Arnts dochter Elisabeth van Spannerbock trouwde met Alter Knipping, die van 1581-1633 heer van Heijen zou zijn. Beider wapenschilden sieren de hoofdzaal van het kasteel.
Hun dochter, Galand Knipping, trouwde met Georg von Boenen, die aldus in 1633 heer van Heijen werd. Daarna verviel de heerlijkheid achtereenvolgens aan de geslachten van Vittinghof genaamd Schell, van Romberg, van Dipenbrock en, opnieuw, van Romberg. In 1794 werd het Hertogdom Kleef door de Franse troepen veroverd en de feodaliteit afgeschaft. De Van Rombergs waren sindsdien slechts kasteelheer.
Het kasteel kende daarna nog diverse andere eigenaren, tot het in 1944 door Britse bommenwerpers zwaar werd beschadigd.
Toen de Tweede Wereldoorlog was afgelopen ging beeldhouwer Peter Roovers er in 1948 wonen. Deze restaureerde het kasteel met stenen die afkomstig waren van het, eveneens verwoeste, Kasteel Bleijenbeek. Thans wordt het Huis Heijen bewoond door Roovers’ zoon IJsbrand en zijn echtgenote José.

## Gebouw
Het oudste deel van het huidige kasteel wordt gevormd door de kelder (begin 16e eeuw), met ribloze kruisgewelven en natuurstenen middenzuilen. De hoofdvleugel is van omstreeks 1600, en wordt gedekt door een zadeldak tussen twee topgevels. Eén daarvan heeft een in- en uitgezwenkte gevel met pinakels. Haaks aangebouwd is een smallere zijvleugel en in het midden daarvan een vierkante poorttoren. Margaretha van Boenen en Gisbert van Vittinghoff genaamd Schell lieten omstreeks 1630 een trappenhuis bouwen in de binnenhoek van de vleugels. Ook kwam er een gevel met fronton bij.
De bijgebouwen en de poort aan de zuidoostzijde zijn van begin 18e eeuw (1707, 1715). Aan de noordwestzijde kwam in dezelfde tijd een neerhof met stallen, schuren, een rentmeesterswoning en een pachtershuis.

## Landgoed
Om het Huis Heijen ligt een landgoed van 19 ha, langs de oude maasbedding, voornamelijk uit weilanden bestaand.